# Andikeria
Andikeria (griechisch Αντικέρια (n. pl.)) ist eine griechische Inselgruppe im Ägäischen Meer. Sie besteht aus den nahegelegenen Inseln Kato Andikeri (auch Drima genannt) und Andikeros.
Die Inseln zählen zu den Kleinen Kykladen, einer Untergruppe der Kykladen.
2011 hatte die Hauptinsel Kato Andikeri zwei Einwohner; Andikeros war und ist unbewohnt.